# Flowella, Texas
Flowella, Texas (енгл. Flowella) насељено је место без административног статуса у америчкој савезној држави Тексас.

## Демографија
По попису из 2010. године број становника је 118, што је 16 (-11,9%) становника мање него 2000. године.
| Група             | 2000.       | 2010.       |
| Белци             | 4 (3,0%)    | 6 (5,1%)    |
| Афроамериканци    | 0 (0,0%)    | 0 (0,0%)    |
| Азијати           | 0 (0,0%)    | 0 (0,0%)    |
| Хиспаноамериканци | 130 (97,0%) | 112 (94,9%) |
| Укупно            | 134         | 118         |